# Perilampus seyrigi
Perilampus seyrigi är en stekelart som beskrevs av Jean Risbec 1952. Perilampus seyrigi ingår i släktet Perilampus och familjen gropglanssteklar.
Artens utbredningsområde är Madagaskar. Inga underarter finns listade i Catalogue of Life.